# Veronica cetikiana
Veronica cetikiana är en grobladsväxtart som beskrevs av A. Öztürk. Veronica cetikiana ingår i släktet veronikor, och familjen grobladsväxter. Inga underarter finns listade i Catalogue of Life.